# Osmia californica
Osmia californica är en biart som beskrevs av Cresson 1864. Osmia californica ingår i släktet murarbin, och familjen buksamlarbin. Inga underarter finns listade.

## Beskrivning
Ett glänsande, mörkblått bi, något mindre än ett honungsbi. Honorna är ganska mörka i färgen.

## Ekologi
Osmia californica är ett solitärt bi som framför allt flyger till korgblommiga växter, som tusenskönor, solrosor och maskrosor; den kan emellertid besöka fler blommande växter från andra familjer. Flygtiden varar från sommar till tidig höst.
Som många andra murarbin utnyttjas arten som kommersiell pollinatör, i detta fall främst för prydnadsväxter. Det är vanligt att hålla bina i boxar med papptuber eller träblock med borrade hål. Arten övervintrar som puppa; vissa individer kan leva upp till två år och övervintra en andra gång som fullbildade insekter.

## Utbredning
Arten finns i USA:s västra delar; dock inte bara, som det vetenskapliga artnamnet antyder, i kustområdena, utan utbredningsområdet sträcker sig långt in i landet.